# مری هیگینز کلارک
مری ترزا الئنور هیگینز کلارک (به انگلیسی: Mary Theresa Eleanor Higgins Clark Conheeney (née Higgins)) (زاده ۲۴ دسامبر ۱۹۲۷ – درگذشته ۳۱ ژانویهٔ ۲۰۲۰) یکی از چهره‌های مطرح داستان‌نویسی ایالات متحده آمریکا بود.

## زندگی‌نامه
مری هیگینز کلارک در سال ۱۹۲۷ در نیویورک در یک خانواده ایرلندی‌تبار به دنیا آمد و در رشتهٔ فلسفه از دانشگاه فوردهام فارغ‌التحصیل شد. کلارک در سال ۱۹۶۴ با نوشتن داستان‌های کوتاه کار نویسندگی را شروع کرد. او مدتی مهماندار هواپیمایی پان آمریکن بود. با ترک شغلش با وارن کلارک ازدواج کرد و این زوج ۵ فرزند داشتند. وی شوهرش را در ۳۵ سالگی از دست داد و برای تأمین زندگی شروع به نوشتن داستان کوتاه و متن‌های رادیویی کرد اما به او گفته شد روی نوشتن داستان تمرکز کند. اولین کتاب او در آرزوی بهشت نام داشت که این رمان بر اساس زندگی جورج واشینگتن بود که فروش خوبی نکرد. او از کودکی به رمان‌های آگاتا کریستی و شرلوک هلمز علاقه‌مند بود؛ لذا تصمیم گرفت رمان‌های تعلیقی بنویسد. بچه‌ها کجایند؟ اولین رمان پرفروش کلارک بود. راجع به او گفته‌اند که داستان‌هایش پر از پدیده‌های روحی و روانی است. او به خواننده اجازه می‌دهد تا آخرین لحظه وادار به حدس‌زدن شود. او برای نوشتن کتاب‌هایش از اخبار الهام می‌گرفت. در محاکمه‌های جنایی حاضر می‌شد و با متخصصان پزشکی قانونی دربارهٔ قتل و شواهد آن حرف می‌زد. در بعداز ظهر جمعه در سن ۹۲ سالگی در ناپل، فلوریدا درگذشت.

## کتابشناسی
کلارک نویسندهٔ ۲۱ اثر پرفروش بود و به «ملکهٔ تعلیق» شهرت داشت. کتاب‌های او به ۳۵ زبان ترجمه شدند و اولین کتاب او به نام "بچه‌ها کجان؟" ۷۵ بار تجدید چاپ شده‌است. در سال ۲۰۰۰، ناشر او برای نوشتن ۵ کتاب به او ۶۴ میلیون دلار پرداخت کرد که این او را در آن زمان به گران‌ترین نویسنده زن دنیا تبدیل کرد. اکثر آثار این نویسنده در ایران توسط نشر لیوسا منتشر شده‌است.
- در آرزوی بهشت
- فریادی در شب (۱۹۸۲)
- بچه‌ها کجایند؟ (۱۹۸۶)
- عارضهٔ آناستازیا (۱۹۸۹)
- مرا به‌یاد آر (۱۹۹۴)
- بگذار تو را معشوقم بنامم (۱۹۹۵)
- شب آرام (۱۹۹۵)
- در خیابانی که تو هستی (۲۰۰۱) (ترجمهٔ نفیسه معتکف)
- عزیزدردانهٔ بابا (۲۰۰۲)
- شب‌هنگام زمانِ من است (۲۰۰۴)
- هیچ جایی مثل خانه نیست (۲۰۰۵)
- دو دختر کوچولوی آبی‌پوش (۲۰۰۶)
- سانتا کروز (۲۰۰۶)
- من این ترانه را شنیده‌ام (۲۰۰۷)
- سایهٔ لبخند تو (۲۰۱۰)
- بانوی من گریه نکن (ترجمهٔ سیما فلاح)
- ناظر خاموش (ترجمهٔ سیما فلاح)
- وانمود کن او را نمی‌بینی (ترجمهٔ نفیسه معتکف)
- تو مال منی (ترجمهٔ کتایون شادمهر)
- کریسمس در خانه خواهم بود
- تنها خواهم رفت
- قلبم را به تو هدیه می‌کنم
- شبی بس طولانی
- در جستجوی دختری عاشق رقصیدن
- تا دیداری دیگر
- و گهواره فرومی‌افتد
- در دل شهر (ترجمهٔ احمد حجاران)
- بخواب زیبای من
- و تو مهتاب شوی
- دیگر به جنگل نمی‌رویم (نشرهاشمی)
- خیره مانده‌ام به تو (ترجمهٔ مژگان انصاری راد) همچنین ترجمه‌شده تحت‌عنوان حواسم بهت هست! (ترجمه حمیده نعمتی لفمجانی)

## جوایز و افتخارات
وی سیزده دکتری افتخاری دریافت کرد.